# Amblyotrypauchen arctocephalus
Amblyotrypauchen arctocephalus és una espècie de peix de la família dels gòbids i de l'ordre dels perciformes.

## Hàbitat
És un peix marí, de clima tropical i demersal que viu entre 37-92 m de fondària.

## Distribució geogràfica
Es troba a l'Índia i al Mar de la Xina Meridional.

## Observacions
És inofensiu per als humans.